# Stefan Gartenmann
Stefan Gartenmann (født 2. februar 1997) er en dansk professionel fodboldspiller, der spiller for Ferencvaros.

## Klubkarriere
Han startede sin karriere som ungdomsspiller i FC Roskilde, hvor han spillede indtil 2013.

### SC Heerenveen
I starten af juli 2013 blev det offentliggjort, at Gartenmann var blevet købt af den hollandske klub SC Heerenveen. Transfersummens størrelse ville FC Roskilde, for hvem det var deres første handlede spiller nogensinde, dog ikke offentliggøre.
Han indgik på klubbens U/19-hold, hvor han i første sæson blot spillede to kampe. I 2014-15-sæsonen spillede han 21 kampe i U/19 Eredivisie samt fire kampe i ungomdspokalturneringen. Han spillede i 2015-16-sæsonen 18 kampe på ungdomsniveau, inden han i sommeren 2016 blev rykket op på klubbens førstehold. Det blev dog ikke til nogen kampe Eredivisie og blot 12 kampe i den hollandske reserveholdsliga.

### SønderkjyskE
Den 5. maj 2017 blev det offentliggjort, at Gartenmann vendte hjem til Danmark på en fri transfer til SønderjyskE. Kontrakten havde en varighed 3 år og løber indtil 2020.
Han fik sin debut i Superligaen den 7. august 2017 i en kamp mod AGF, da han blev skiftet ind i det 90. minut i stedet for Troels Kløve i en 3-0 hjemme.

### FC Midtjylland
Den 28. juni 2022 annoncerede FC Midtjylland, at Gartenmann havde underskrevet en treårig kontrakt med klubben og var skiftet transferfrit dertil.

## Titler

### Klub
SønderjyskE
- Sydbank Pokalen: 2020